# Ângelo Pignoli
Ângelo Pignoli (ur. 4 grudnia 1946 w Cappella de’ Picenardi) – włoski duchowny rzymskokatolicki pracujący w Brazylii, w latach 2007–2021 biskup Quixadá.

## Życiorys
Urodził się 4 grudnia 1946 w Cappella Picenardi we Włoszech. W wieku 14 lat wyjechał z rodziną do Brazylii. Kilka lat później wstąpił do seminarium w Ribeirão Preto i 19 marca 1976 przyjął święcenia prezbiteratu. Jako kapłan diecezji Franca pracował przede wszystkim w parafiach tejże diecezji, był także m.in. rektorem diecezjalnego seminarium oraz wikariuszem biskupim dla Drogi Neokatechumenalnej.
3 stycznia 2007 został mianowany biskupem diecezji Quixadá. Sakry biskupiej udzielił mu 11 marca 2007 abp Lorenzo Baldisseri. 15 grudnia 2021 papież przyjął jego rezygnację z pełnionego urzędu, złożoną ze względu na wiek. 